# Peugeot 4008
O 4008 é um utilitário esportivo (Sport utility vehicle - SUV) da Peugeot que foi lançado em abril de 2012 para substituir o Peugeot 4007, utiliza a mesma plataforma do Mitsubishi ASX e do Citroën C4 Aircross.
Esse modelo de veículo possui versões equipadas com transmissão continuamente variável (Câmbio CVT).